# Procedura de testare a vehiculelor ușoare armonizată la nivel mondial
Procedura Armonizată la Nivel Mondial de Testare a Vehiculelor Ușoare (în engleză Worldwide Harmonised Light Vehicles Test Procedure (WLTP)) este un standard global pentru determinarea nivelurilor de poluanți, emisii de CO2 și consumul de combustibil al mașinilor tradiționale și hibride, precum și al gamei de vehicule complet electrice.
WLTP a fost adoptat de Comitetul pentru Transport Interior al Comisiei Economice pentru Europa a Națiunilor Unite (UNECE) ca addenda nr. 15 la Registrul global (reglementări tehnice globale) definite de Acordul din 1998. Standardul este acceptat de China, Japonia, Statele Unite și Uniunea Europeană, printre altele. Acesta își propune să înlocuiască noul ciclu de conducere european anterior și regional (NEDC) ca procedură europeană de omologare a vehiculelor.